# Wannabe (Lied)
Wannabe (englisch für „Möchtegern“) ist ein Popsong der britischen Girlgroup Spice Girls aus dem Jahr 1996. Musik und Text stammen von der Gruppe selbst sowie von Matt Rowe und Richard Stannard, die auch als Produzenten beteiligt waren. Das Lied ist die Debütsingle der Gruppe, wurde weltweit zu einem Nummer-eins-Hit und war ihr größter Erfolg.

## Inhalt
Der Titel des englischsprachigen Songs bedeutet so viel wie „Möchtegern“. Das Stück handelt von Ansprüchen der Frauen an einen möglichen zukünftigen Liebhaber – einen Wannabe-Lover. Das Tempo beträgt 110 Schläge pro Minute. Die Grundtonart ist H-Dur.
Signifikant in dem Song ist auch das Fantasiewort „Zigazig-ah“. Es wird meist vermutet, dass das Wort eine sexuelle Anspielung auf den Orgasmus darstellt. Emma Bunton sagte dazu in einem Radio-Songquiz, es könne alles heißen, was man möchte, aber es sei unanständig. Ein anonymer Co-Songwriter behauptet, dass der Begriff kurz für „shit and cigars“ stünde.
Dies sei eine am Set häufig verwendete Anspielung auf einen berühmten Musiker, mit dem die Band zeitweilig ein Aufnahmestudio in Shoreditch geteilt hatte. Diesem missfiel die Präsenz von Boy- und Girlgroups, und er habe die unangenehme Angewohnheit gehabt, in der Unisex-Toilette sein Geschäft zu verrichten und dabei eine Zigarre zu rauchen: „Also nannten wir ihn shit and cigars“.
Mit Wannabe besangen die Spice Girls ihr Mantra, dass Freundschaft wichtiger sei als Liebe. Durch den Hit erlangte eine feministische Attitüde Einzug in den zuvor männlich geprägten musikalischen Mainstream Englands.

## Musikvideo
Das von Johan Camitz gedrehte Musikvideo zu Wannabe zeigt die Spice Girls tanzend und singend im fiktiven Londoner St. Pancras Grand Hotel im Gebäude des Bahnhof St. Pancras. Dort verstoßen sie überfallartig gegen diverse Normen einer im Video überzeichnet dargestellten männlich dominierten Spießergesellschaft. Sie stoßen den Hotelportier zur Seite und stören mit ihrer Partylaune anzugtragende Männer, die Zigarre rauchend in der Lounge des Hotels Zeitung lesen.
Später reißen sie essenden alten Männern die Tischdecke eines gedeckten Tisches weg und bedienen sich am Champagner des Hotels. Zum Ende hin verlassen die Spice Girls das Hotel mit ihrem Tourbus. Das tatsächlich im Bahnhof befindliche Midland Grand Hotel wurde bereits 1935 geschlossen und erst 2011 als St Pancras Renaissance London Hotel wiedereröffnet. Zur Zeit des Musikvideos wurden die Räumlichkeiten als Bürogebäude der staatlichen Eisenbahngesellschaft British Rail genutzt.

## Kommerzieller Erfolg

### Chartplatzierungen
| ChartsChartplatzierungen       | Höchstplatzierung | Wochen |
| ------------------------------ | ----------------- | ------ |
| Deutschland (GfK)              | 1 (22 Wo.)        | 22     |
| Österreich (Ö3)                | 2 (15 Wo.)        | 15     |
| Schweiz (IFPI)                 | 1 (24 Wo.)        | 24     |
| Vereinigte Staaten (Billboard) | 1 (23 Wo.)        | 23     |
| Vereinigtes Königreich (OCC)   | 1 (26 Wo.)        | 26     |

| ChartsJahrescharts (1996)    | Platzierung |
| ---------------------------- | ----------- |
| Deutschland (GfK)            | 10          |
| Österreich (Ö3)              | 19          |
| Schweiz (IFPI)               | 18          |
| Vereinigtes Königreich (OCC) | 2           |

| ChartsJahrescharts (1997)      | Platzierung |
| ------------------------------ | ----------- |
| Vereinigte Staaten (Billboard) | 10          |

### Auszeichnungen für Musikverkäufe
| Land/Region                  | Auszeichnungen für Musikverkäufe (Land/Region, Auszeichnung, Verkäufe) | Verkäufe  |
| ---------------------------- | ---------------------------------------------------------------------- | --------- |
| Australien (ARIA)            | 2× Platin                                                              | 140.000   |
| Belgien (BRMA)               | Gold                                                                   | 25.000    |
| Dänemark (IFPI)              | Gold                                                                   | 45.000    |
| Deutschland (BVMI)           | Platin                                                                 | 600.000   |
| Frankreich (SNEP)            | Diamant                                                                | 750.000   |
| Italien (FIMI)               | Platin                                                                 | 50.000    |
| Japan (RIAJ)                 | Gold · + Gold (Mobile Downloads)                                       | 150.000   |
| Neuseeland (RMNZ)            | 3× Platin                                                              | 90.000    |
| Niederlande (NVPI)           | Gold                                                                   | 50.000    |
| Norwegen (IFPI)              | Platin                                                                 | 20.000    |
| Schweden (IFPI)              | Gold                                                                   | 15.000    |
| Schweiz (IFPI)               | Gold                                                                   | 25.000    |
| Spanien (Promusicae)         | Platin                                                                 | 60.000    |
| Vereinigte Staaten (RIAA)    | Platin                                                                 | 1.000.000 |
| Vereinigtes Königreich (BPI) | 4× Platin                                                              | 2.400.000 |
| Insgesamt                    | 7× Gold · 14× Platin · 1× Diamant ·                                    | 5.420.000 |

Hauptartikel: Spice Girls/Auszeichnungen für Musikverkäufe

## Coverversionen
- 1996: Die Schlümpfe unter dem Titel Rettungsschwimmer auf dem Album Voll der Winter, Vol. 4
- 1997: µ-ziq
- 1997: Space Curls unter dem Titel Willst du mich als Lover auf der Kompilation Bravo – The Hits ’97
- 1998: Lounge-O-Leers
- 1998: Snuff
- 1998: Otto Waalkes unter dem Titel I Wanna Pfefferkuchen auf dem Album … einen hab ich noch!
- 1999: De Heideroosjes
- 1999: London Double Bass Sound
- 2004: Zebrahead
- 2005: Street Girls
- 2017: DeSchoWieda unter dem Titel Gehma moi a Häusl weida auf YouTube
- 2019: Diplo, Herve Pagez & Charli XCX unter dem Titel Spicy
- 2023: Dennis und Jesko unter dem Titel Guck a mal, der Markus Söder im NDR-Satiremagazin extra 3